# Mitthyridium parvifolium
Mitthyridium parvifolium là một loài rêu trong họ Calymperaceae. Loài này được E.B. Bartram H. Rob. mô tả khoa học đầu tiên năm 1975.